# Dirk Müller (Künstler)
Dirk Müller (* 29. November 1946 in Heemstede, Niederlande) ist ein niederländischer Bildhauer.

## Leben und Werk
Müller wurde als Graphiker und Bildhauer ausgebildet und ist vor allem als Bildhauer und Möbelentwerfer bekannt. Er arbeitet bei seinen Projekten auch mit den Künstlern Gerard Höweler, Dries Wiecherink und Ger Zijlstra zusammen.

## Werke im öffentlichen Raum (Auswahl)
- Fußspuren  (1976), Metrostation Waterlooplein in Amsterdam
- Steinplastik[1] (1976), Martin Luther Kingpark in Amsterdam
- Steinskulptuur (1981), Radbouthospital in Nijmegen – mit Gerard Höweler
- Twee kleidelen (1983), Zevenkampsering in Rotterdam
- Brunnen vor dem Hof van Hillegom[2] (1985), Hoofdstraat in Hillegom

## Fotogalerie

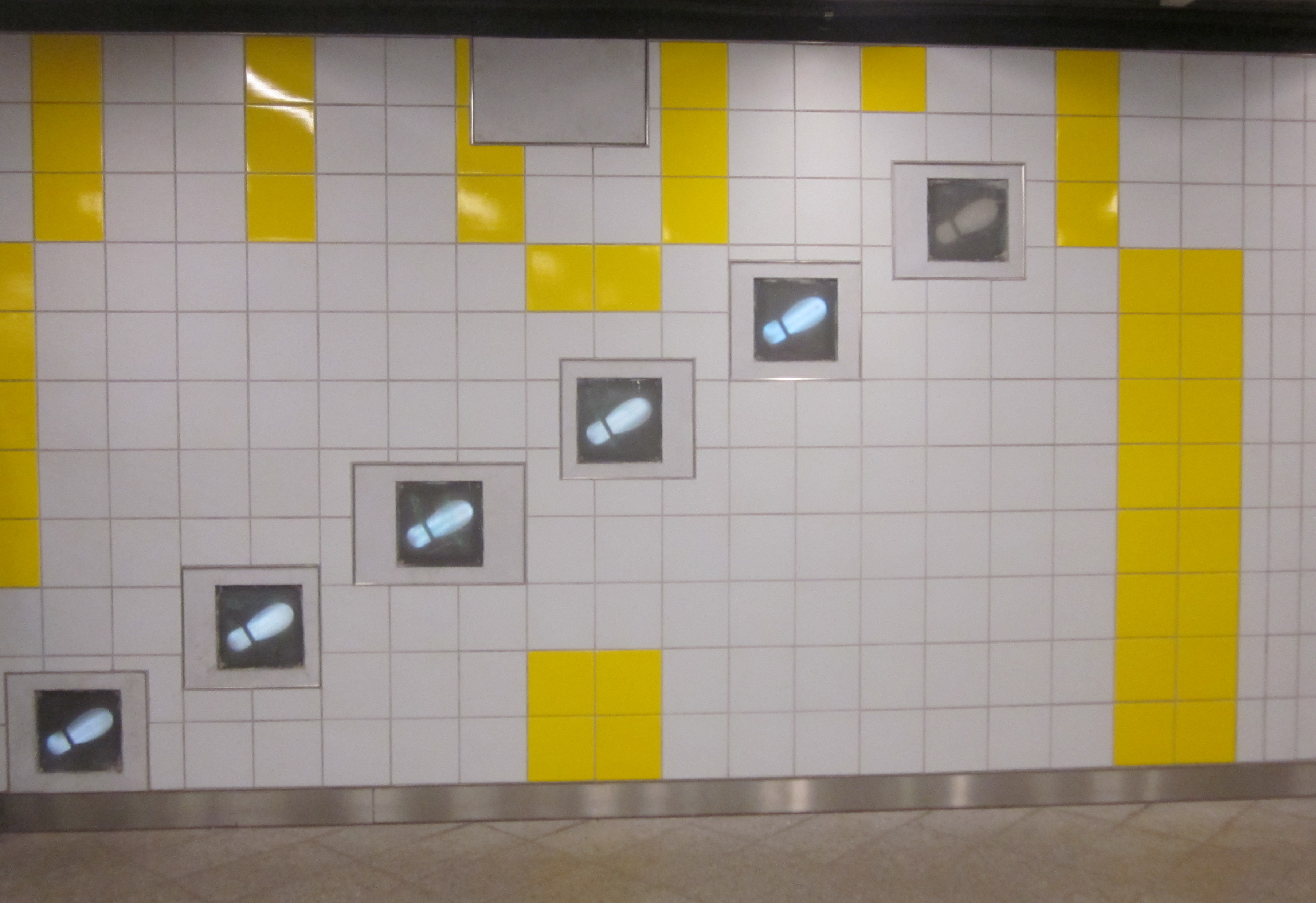
Voetstappen (1976), Amsterdam
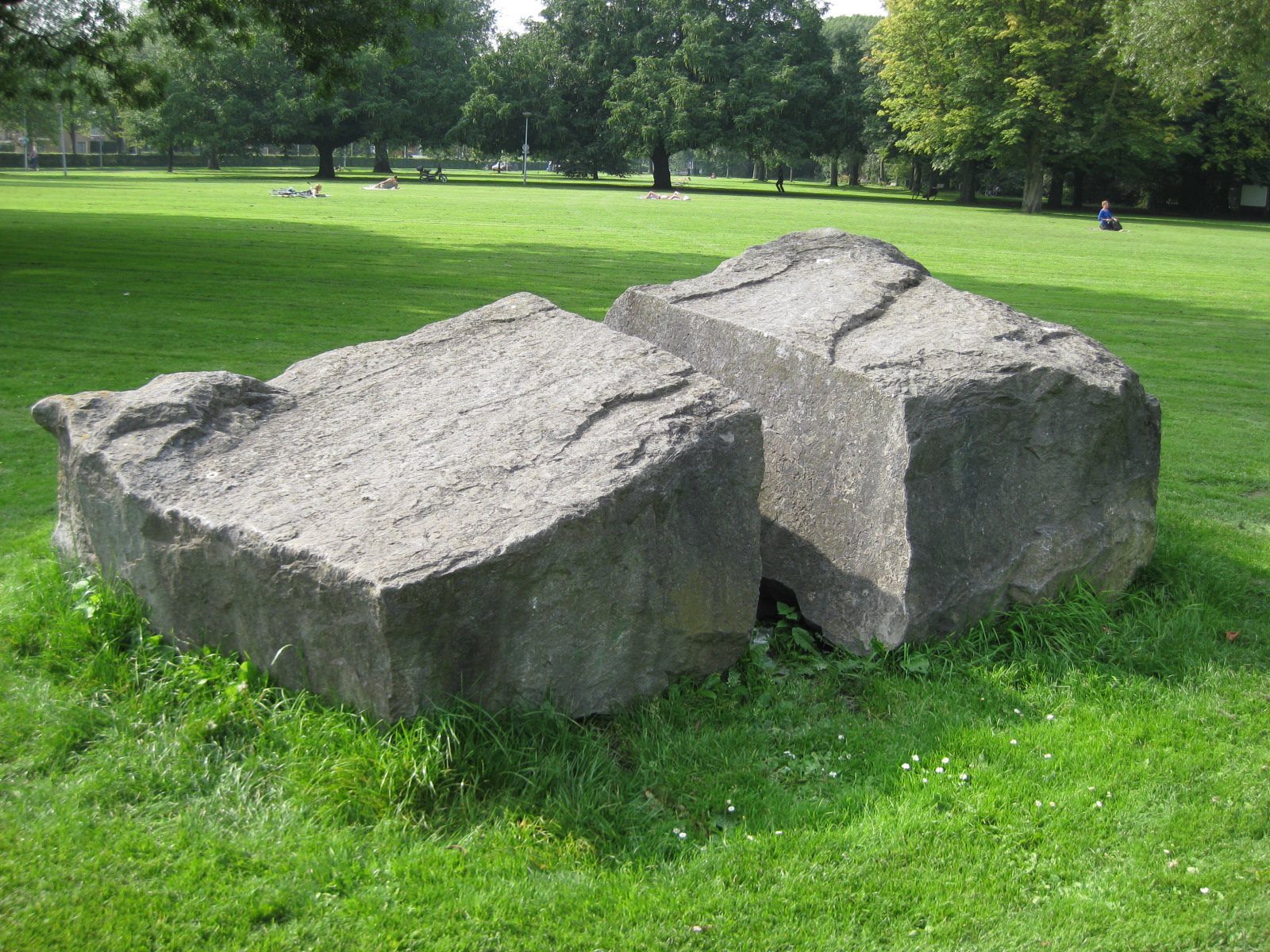
Steinplastik (1976), Amsterdam
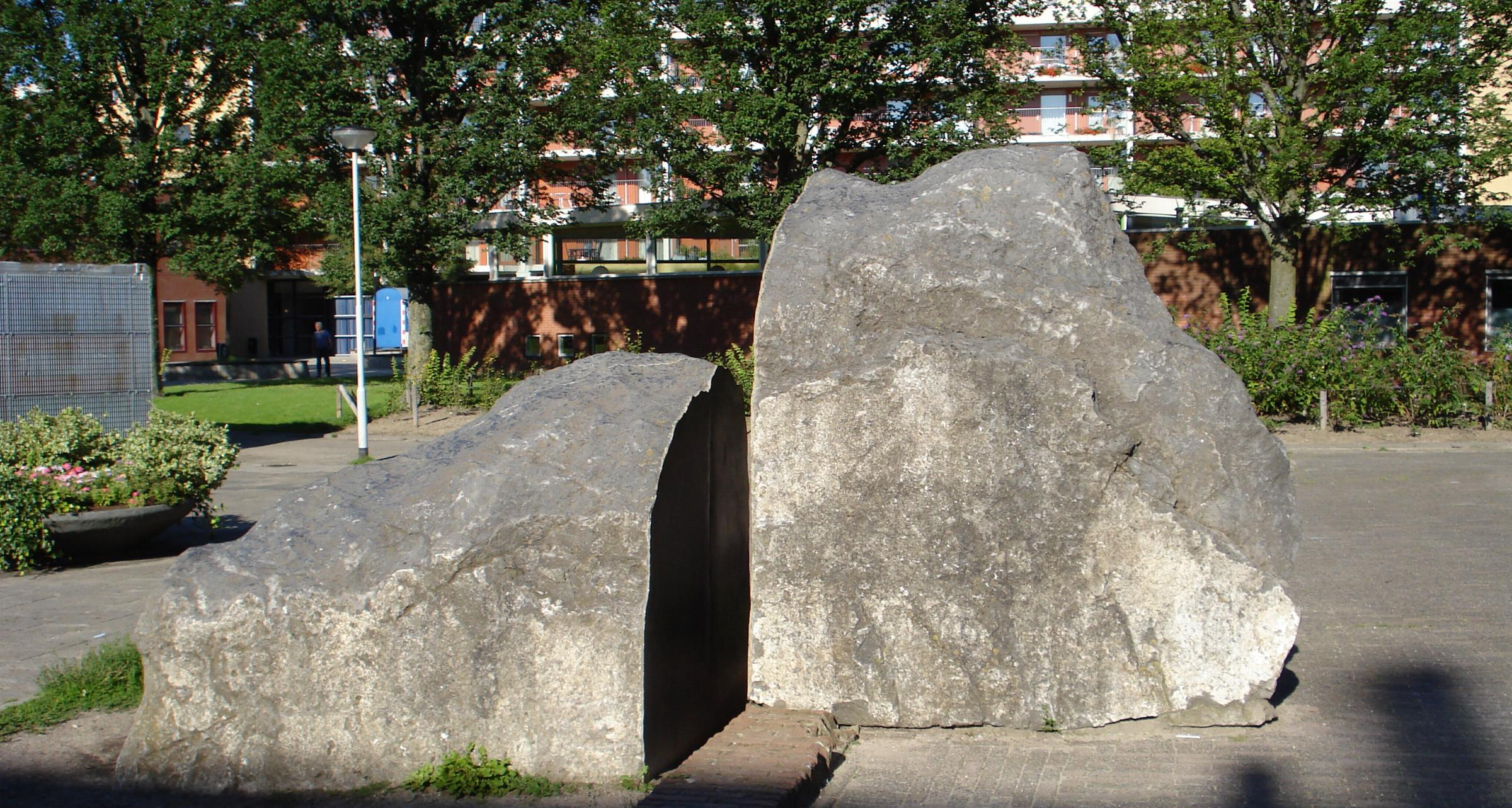
Twee kleidelen (1983), Rotterdam